# Tuscola (Texas)
Tuscola is een plaats (city) in de Amerikaanse staat Texas, en valt bestuurlijk gezien onder Taylor County.

## Demografie
Bij de volkstelling in 2000 werd het aantal inwoners vastgesteld op 714.
In 2006 is het aantal inwoners door het United States Census Bureau geschat op 716, een stijging van 2 (0,3%).

## Geografie
Volgens het United States Census Bureau beslaat de plaats een oppervlakte van
1,9 km², geheel bestaande uit land. Tuscola ligt op ongeveer 616 m boven zeeniveau.

## Plaatsen in de nabije omgeving
De onderstaande figuur toont nabijgelegen plaatsen in een straal van 28 km rond Tuscola.